# Chersotis erebina
Chersotis erebina là một loài bướm đêm trong họ Noctuidae.